# Agromyza apfelbecki
Agromyza apfelbecki (лат.) — вид двукрылых из семейства минирующих мух.

## Описание
Относительно крупный вид. Тело в основном тёмно-коричневое. Длина крыла у самцов 4,0-4,1 мм, у самок 4,4-4,8 мм. Высота щёк в 2,1-2,4 раза меньше высоты глаза. Голова жёлтая, затылок, наличник, ментум и вентральный край щеки тёмно-коричневые. Имеется от трёх до семи нижних орбитальных щетинок (очень редко две) и две верхние орбитальные щетинки. Глазковый треугольник и третий членик усика маленькие и округлые. Грудь в светлом или густом сером опылении. На среднеспинке шесть или семь пар дорсоцентральных щетинок. Крыло слегка заострённое на вершине между местом впадения край крыла жилкок M1 и R4+5. Край калиптера и волоски на нём от белых до темно-коричневых. Жужжальца обычно белые. Голени и лапки бледнее бёдер. Голени средних ног без заднемедиальных щетинок. Колени желтовато-оранжевые. Брюшко темно-коричневое.

## Биология
Развивается на сложноцветных родов бодяк, чертополох и артишок. Может быть серьёзным вредителем культуры артишока, особенно на молодых растениях. Ущерб значительно различается из года в год, что возможно связано к климатическими условиями, поскольку заморозки могут значительно увеличить смертность личинок. Паразитом Agromyza apfelbecki является наездник-броконид Grandia cynaraphila.

## Распространение
Встречается преимущественно в Средиземноморье, в Европе и Турции. Завезен в США (Виргиния), Чили и Аргентину.